# パンキーのジレンマ
「パンキーのジレンマ」（Punky's Dilemma）は、サイモン&ガーファンクルが1968年に発表した楽曲。

## 概要
ポール・サイモンは映画『卒業』（1967年12月21日公開）のための曲をマイク・ニコルズ監督から依頼されて、本作品と「Overs」を書いた。しかしどちらもニコルズの満足のいくものではなかったため、これが結果として「ミセス・ロビンソン」を生むきっかけとなった。
1967年6月16日、サイモン&ガーファンクルはモントレー・ポップ・フェスティバルに出演。コンサートの最後で「あと2分だけ下さい」と言って本作品を披露した。ある種「奇天烈」とも言える歌詞に観衆は反応し、二人が一節一節歌うたびに笑い声を上げた（フェスティバルを収録した各ブートレッグで確認できる）。
その年の中頃、サイモンはスランプに陥っており、レコーディングのプロデューサーとしてジョン・サイモンが雇われた。ジョン・サイモンのプロデュースの下、「フェイキン・イット」を同年6月に制作。そして10月、本作品のレコーディングにとりかかった。完成させるまでサイモン、ガーファンクル、ジョン・サイモンらは50時間以上スタジオにこもっていたと、レコーディング現場に入ることのできた雑誌『High Fidelity』のライター、モーガン・エイムズは証言している。
1968年4月3日発売のアルバム『ブックエンド』に収録された。